# Hanne Ørstaviks bibliografi
Hanne Ørstavik (født 28. november 1969) er en norsk skønlitterær forfatter.
Bibliografien omfatter både Ørstaviks egen litterære produktion og tidssskriftsartikler, samt bøger, universitetsopgaver og tidsskriftsartikler om hendes forfatterskab. Kilderne er hentet fra Nasjonalbibliotekets databaser; Norart, Norbok, Littforsk og Sambok., i tillæg til kilderne i dokumenterne.
Posterne er som udgangspunkt registreret i APA-formatet, 6 utgave. Til formatet er der lagt et "s." foran sidetallet. Derudover er der noter til hver enkelt af artiklens poster for at klargøre emnet (om det er et interview, boganmeldelse, m.m).

### Artikler
- Andersen, H. O. (2002). Peter Pan-generasjonen. Samtiden, (4), s. [50]-54, 56-59
- Andersen, P. T. (2001). Hvis noe går galt, er det noens skyld. Samtiden, (3), s. 68-73
- Andersen, U. C.(2009). Å være seg selv : Hanne Ørstavik. I: Andersen, U.C. Har vi henne nå? : kvinnelige forfatterskap & mediene (s. 17-52) Oslo: Gyldendal akademisk
- Bale, K. (2008), Litteraturen og livet. I: Hauge, H., & Ørjasæter, K. (Red.), Åpninger : lesninger i Hanne Ørstaviks forfatterskap (s.81-98). Oslo : Oktober
- Bjørkøy, A. M. B. (2008). Bibliografi. Litteratur om Hanne Ørstaviks forfatterskap. I: Hauge, H., & Ørjasæter, K. (Red.), Åpninger : lesninger i Hanne Ørstaviks forfatterskap (s. 211-218). Oslo : Oktober
- Braseth, H. G (2004). Matador. I: Bøygen, (3), s. 74-80.
- Bøge, K.(2000). En samtale om synlighet. Vinduet, (3), s.[27]-33

Samtale mellom Kari Bøge, Hanne Ørstavik og Kristine Næss
- Ellefsen, B. (2009). Å tråkke sitt objekt på tærne. Norsk litteraturvitenskapelig tidsskrift, (1), s. 74-79

Boganmeldelse av: Åpninger : lesninger i Hanne Ørstaviks forfatterskap / Hans Hauge og Kristin Ørjasæter (red.)
- Eriksen, H. (2001). Familiejultrauma. Kult, (1), s.39
- Hallberg, T. (2005). Hanne vill möta oss i texten. I: Nordens Tidning, (1), s. 10-13.
- Hamm, C. (2001). Tåreperse eller språkkritikk? : Hanne Ørstavik og den ukjente kvinnens melodrama. Vagant, (2/3), s. 41-47

Heftet er del 1 av 2 deler, med egen sideangivelse
- Hauge, H. (2006). At læse Ørstavik. I: Gimnes, S. & Paulson, S. (red.) “- ut i det ukjente”. Festskrift til Erik Østerud på 70-årsdagen (s. 243-259) Trondheim: Tapir
- Hauge, H. (2008). Religionens tilbagekomst. I: Hauge, H., & Ørjasæter, K. (Red.), Åpninger : lesninger i Hanne Ørstaviks forfatterskap (s. 187-210). Oslo : Oktober
- Hultén, E. L. (2002). Att slippa det falska. Allt om böcker, (3), s. 34-37

Intervju med Hanne Ørstavik
- Hverven, T. E. (1998). Kjære familie, det finnes ingen familie. Om foreldre og barn i norsk litteratur på 1990-tallet. Vinduet, (1), s.4-14
- Hverven, T. E. (1999). Kjære familie, det finnes ingen familie. I: Å lese etter familien. Essays (s. 55-79) Oslo: Tiden Norsk Forlag Fulltekst
- Jakobsen, R. N.(2008). Kanskje kroppen kan be, tenkte jeg. I: Hauge, H., & Ørjasæter, K. (Red.), Åpninger : lesninger i Hanne Ørstaviks forfatterskap (s. 121-136). Oslo : Oktober
- Jenssen, H. L. (2007). Skrivehuleskygger. Vinduet, (3), s.109-121
- Kuzmová, L. (2008) Fenomenologisk realisme hos Hanne Ørstavik. Acta Universitatis Carolinae. – Philogica, Germanistica Pragensia (undertittel) s.85-99
- Lande, K. (2002). Hanne Ørstavik. Forfatterhefte. Oslo : Biblioteksentralen

Forfattarportrett av Kristin Lande, bibliografi og 8 forfattaromtaler og 22 bokmeldingar frå norske aviser
- Larsen, M. H (2003). Amalie Skram selskapet og Lunden åpnet for Amalie. I: Årbok, Amalie Skram selskapet, (10), s. 9-14.

Intervju
- Marøy, L. B (2004). Samtidsforfatter med interessa for unge menneske. I: Målmannen, (2), s. 12-13.
- Nergård, M. E. / Kullerud, D. (2007) Å skrive en roman er å skrive et sted å være. Kirke og kultur, (5) s.[408]-413
- Oddli, H. W (2004). Å skrive nedenfra. I: Tidsskrift for Norsk Psykologforening, (10). s. 820-821.

Intervju
- Paulson, S. J. (2008). Mellomrommets muligheter. Teateret som motiv og metafor. I: Hauge, H., & Ørjasæter, K. (Red.), Åpninger : lesninger i Hanne Ørstaviks forfatterskap (s. 61-80). Oslo : Oktober
- Rösing, L. M. (2008). Idealisme og livsløgn. I: Hauge, H., & Ørjasæter, K. (Red.), Åpninger : lesninger i Hanne Ørstaviks forfatterskap (s. 99-119). Oslo : Oktober
- Skjerdingstad, K. I. (2007). Blikket og språket, linjen og tyngden. Edda, (3), s.[281]-293, 353
- Tjønneland, E. (2000). Kristen hjemmekos før og nå. Arr, (1), s. 29-39
- Vestad, G. (1999) Minimalismens tiår. I: Norsk litterær årbok Bind nr: 1999 (s. 150-168)
- Walde, E. (2005). Lineære og sirkulære mønstre i Kjærlighet og Like sant som jeg er virkelig av Hanne Ørstavik. I: Nordica Bergensia (33), s. 161-177
- Wold, B. (2009). Alt annet er løgn! : kvalitetsbegrepet hos Dag Solstad og Hanne Ørstavik. I: Brenn ned skiten : artikler, intervjuer, essays (s.114-125) Oslo : Flamme forlag Fulltekst Arkiveret 28. januar 2022 hos  Wayback Machine
- Ørjasæter, K. (2008). Møtet i og med verket. I: Hauge, H., & Ørjasæter, K. (Red.), Åpninger : lesninger i Hanne Ørstaviks forfatterskap (s. 137- 150). Oslo : Oktober
- Østerud, E. (2004). Møtesteder: Erik Østerud samtaler med Hanne Ørstavik. I: Ratatosk, (1/2), s. 8-23. Fulltekst
- Østrem, S. (2005). Helvetes tekopp!: Om kommunikasjon, levd liv og litteratur. I: Samtiden, (1), s. 95-101. Fulltekst Arkiveret 12. oktober 2006 hos  Wayback Machine

Om Hanne Ørstaviks brug af virkelige personer i sine romaner

### Bøger
- Hauge, H., & Ørjasæter, K. (2008). Åpninger : lesninger i Hanne Ørstaviks forfatterskap. Oslo : Oktober ISBN 978-82-495-0574-6

### Opgaver
- Kallestad, Å. B. H. (2003) “Da Gud kom tilbake i norsk litteratur”: en lesning av fire norske romaner fra 1900-tallet. (Hovedopgave, Universitetet i Bergen). Bergen: [Å.B.H. Kallestad]
- Knudsen, H. (2008). Om forbindelsen mellom språk og virkelighet i romanene Uke 43, Presten og Kallet-romanen av Hanne Ørstavik. (Masteroppgave, Universitetet i Oslo). Oslo: H. Knudsen. Fulde tekst
- Latu, M. (2002). Fersk bok, aktuell forfatter, kritikk og omtale av Hanne Ørstavik, 1997-1999. (Hovedopgave, Høgskolen i Oslo). Oslo: Høgskolen i Oslo, afd. JBI
- Skjelbred, L. J. (2007). Som om vi hadde noe å skjule: en psykoanalytisk lesning av Hanne Ørstaviks Kjærlighet, Like sant som jeg er virkelighet og Tiden det tar. (Masteroppgave, Universitetet i Oslo). Oslo: L.J. Skjeldbred. Fulltekst
- Tangen, J. (2003). (U)mulige valg: Hanne Ørstaviks romaner Kjærlighet, Like sant som jeg er virkelig og Tiden det tar, i et groteskestetisk. (Hovedopgave, Høgskolen i Agder). Kristiansand: J. Tangen.
- Hermansson, K. (2010) Ett rum för sig : subjektsframställning vid 1900-talets slut: Ninni Holmqvist, Hanne Ørstavik, Jon Fosse, Magnus Dahlström och Kirsten Hammann. Göteborg : Makadam ISBN 978-91-7061-082-0 (ib.)

Afhandling (doktorgrad) – Göteborgs universitet, 2010

## Om de enkelte udgivelser

### Hakk (1994)
- Kraglund, R. A. (2008). Mellem linjerne. En efterlysning av Hanne Ørstaviks debutroman Hakk. I: Hauge, H., & Ørjasæter, K. (Red.), Åpninger : lesninger i Hanne Ørstaviks forfatterskap (s.13-30). Oslo : Oktober

### Entropi (1995)
- Fechner-Smarsly, T. (2004). Entropic Desires: Themes of Bioloical Decay in Scandinavian Art and Literature. H. Forsås-Scott (Ed.), I: Gender-Power-Text. Nordic Culture in the Twentieth Century. s. 263-278. Norwich: Norvik Press.
- Gulliksen, G. (1995). Skrive og stryke. Kritikkjournalen (1), s. 34-36

Boganmeldelse av: Varmare / Tormod Haugland ; Ikke noe annet enn det du vil / Anne Oterholm ; Entropi / Hanne Ørstavik
- Hauge, H. (2008). En mordgåde? I: Hauge, H., & Ørjasæter, K. (Red.), Åpninger : lesninger i Hanne Ørstaviks forfatterskap (s.31-40). Oslo : Oktober

### Kjærlighet (1997)
- Andersen, P. T. (2003). Risiko. Om Hanne Ørstaviks Kjærlighet og Jonny Halbergs Flommen. I: Tankevaser. Om norsk 1990-tallslitteratur (s. 99-119) Oslo: Universitetsforlaget
- Bjorvand, A. M (2003). En reise inn i romanens rom: rom og romlighet i Hanne Ørstaviks roman Kjærlighet. (Hovedopgave, Universitetet i Oslo). Oslo: A.M Bjorvand.
- Bjorvand, A. M. (2003). Rom og romlighet i Hanne Ørstaviks roman Kjærlighet : en reise inn i romanens rom. Bøygen, (2) s.64-67
- Enge, M. (1997). Hanne Ørstavik: Kjærlighet. Roman. Oktober, 1997. Bøygen, (4) s.43-44

Boganmeldelse
- Englander, J. (2009) Dikten och tillvaron – att finna uttryck för en verklighet i Hanne Ørstaviks Kjærlighet. (Studenteropgave, Högskolan i Halmstad). Hamstad: [J. Englander] [sa=t&source=web&cd=1&ved=0CBYQFjAA&url=http%3A%2F%2Fhh.diva-portal.org%2Fsmash%2Fget%2Fdiva2%3A302517%2FFULLTEXT01&rct=j&q=Romantiska%20ideal%20och%20rena%20f%C3%B6rest%C3%A4llningar%20i%20Hanne%20%C3%98rstaviks%20roman%20Kj%C3%A6rlighet&ei=U8xzTcK2LceLswaCsZmEDg&usg=AFQjCNHk9n3eAWuxpXvvj4f7Mw2Sg7OmZA&cad=rja Fulltekst]
- Engelstad, I. (2002). Den hvite damen og den hvite smerten. Hanne Ørstaviks roman Kjærlighet. I: Haarberg, J., & Rønningen, A. B. (Red.), Kjærligheten institusjoner. Festskrift til Irene Iversen. (s. 171-183). Oslo : Unipax
- Engelstad, I. (2003). Familie, identitet og fortelling i 1990-tallsromaner : bokessay. Samtiden, (2), s. 97-106
- Gjellstad, M. L. (2004). In the Shadows of Love: Sideshadowing in Hanne Ørstavik’s Kjærlighet. I: Gemzøe, A., Gornitzka, S., Kirkegaard, P., & Mønster, L. (Red.), Fortællinger i Norden efter 1960. Den 24. IASS-studiekonference 2002 (s.216-221) Aalborg : Aalborg universitetsforlag.
- Hamm, C (2004). Lengsel etter kjærlighet hos Hanne Ørstavik. P. A. Michelsen, M. Røskeland (Red.), I: Nye forklaringer. Lesninger av norsk 1990-tallslitteratur. s. 138-149. Bergen: Fagbokforlaget.
- Hermansson, K. (2008) Romantiska ideal och rena föreställningar i Hanne Ørstaviks roman Kjærlighet. I: Sissel Furuseth & Lisbeth Stenberg (red.) Dikten som mötesplats : festskrift til Eva Lilje (s.27-41) Göteborg: Kabusa böcker
- Jurícková, M. (2004). Om narrativitet i Hanne Ørstaviks Kjærlighet. I: Gemzøe, A., Gornitzka, S., Kirkegaard, P., & Mønster, L. (Red.), Fortællinger i Norden efter 1960. Den 24. IASS-studiekonference 2002 (s.227-230) Aalborg : Aalborg universitetsforlag.
- Klæboe, J. (2006). Kjærlighet av Hanne Ørstavik: en narratologisk analyse. (Hovedopgave, Norges teknisk-naturvitenskaplige universitet). Trondheim: J. Klæbo.
- Lundberg, L. (2000). Tekstens etiske øyeblikk. Vinduet Fulltekst Arkiveret 28. januar 2022 hos  Wayback Machine
- Markussen, B. (2001). Romanens rom : teoretiske perspektiver med eksempler fra Jarvoll, Kjærstad, Ørstavik og Lønn. Edda, (1) s.[70]-84
- Walsø, E. (2002). Kvinneskikkelser: en presentasjon, analyse og sammenligning av kvinneskikkelsene i romanene Lucie av Amalie Skram og Kjærlighet av Hanne Ørstavik. (Hovedopgave, Høgskolen i Oslo). Oslo: Høgskolen i Oslo, avd. JBI.
- Østerud, E. (2008). Entropismer i Kjærlighet. I: Hauge, H., & Ørjasæter, K. (Red.), Åpninger : lesninger i Hanne Ørstaviks forfatterskap (s. 41-59). Oslo : Oktober
- Øverland, J. (2002). Ubehaget i teksten. En sammenligning av Norborg Nedreaas' novelle Kruttrøyk og Hanne Ørstaviks roman Kjærlighet. I: Haarberg, J., & Rønningen, A. B. (Red.), Kjærligheten institusjoner. Festskrift til Irene Iversen. (s. 185-195). Oslo : Unipax

### Like sant som jeg er virkelig (1999, Så sandt som jeg er virkelig, 2004)
- Aksnes, Ann-C. (2001). Like sant som jeg er virkelig. Riss, (1) s. 40-46
- Gresvik, M. (1999). Hanne Ørstavik: Like sant som jeg er virkelig. Bøygen, (2) s.44-45

Boganmeldelse
- Halseth, C. (2003). Å bli klar over avgrunnen: en analyse av tema i Hanne Ørstaviks Like sant som jeg er virkelig. (Hovedopgave, Universitetet i Tromsø). [Tromsø]: C. Halseth.
- Johnsen, E. (2004). Plutselig, virkelig: om språk, erkjennelse og identitetsproblematikk to nyere, norske romaner: en analyse av Like sant som jeg er virkelig av Hanne Ørstavik og Plutselig kan noen åpne en dør av Trude Marstein. (Hovedopgave, Universitetet i Bergen). Bergen: E. Johnsen Fulltekst
- Karlsson, L. (1999). I sprickorna mellan ord och verklighet. Impuls, (10) s. 20-22
- Kvaløy, J. (1999). Det falsket selvet: i Like sant som jeg er virkelig. (Masteroppgave, Universitetet i Oslo). Oslo: J. Kvaløy.
- Larsen, Inger-K.(2000) Gammelt nytt? Riss, (2) s. 89-92
- Lilleby, F. L. (2005). Litteraturkritikk og personlig erfaring. Krit.Sirkelen, s. 36-42

Om kritikken av Lars Ove Seljestads Blind (Cappelen, 2005) og Hanne Ørstaviks Like sant som jeg er virkelig (Forlaget Oktober, 1999)
- Nielsen, I (1999). Når romanen selv sitter med nøklene. Vinduet Fulltekst Arkiveret 28. januar 2022 hos  Wayback Machine

Boganmeldelse
- Nyhus, K. A. (2001). Mor som religiøs overgriper : teologiske refleksjoner omkring romanen: Like sant som jeg er virkelig. Halvårsskrift for praktisk teologi, (2) s.4-13
- Steensnæs, J. (2002). Om familien, språket og kroppen i Like sant som jeg er virkelig (1999) av Hanne Ørstavik. Norskrift, (105) s.[97]-111
- Thoresen, B. (1999). Mor må slutte å være venninne. Psykisk helse, (2) s.22-23
- Törnquist, A. C. (2008). Det slutna rummet - inre och yttre gränser i Hanne Ørstaviks Like sant som jeg er virkelig. I: Zilliacus, C. m.fl. (red.) Gränser i nordisk litteratur = Borders in Nordic Literature: IASS XXVI 2006 (s.552-559) Åbo: Åbo Akademis förlag
- Wærp, H. H. (2000). Noen romaner fra bokhøsten 1999 Nordlit, (7) s.173-186 Fulltekst Arkiveret 21. marts 2011 hos  Wayback Machine

Boganmeldelse

### Tiden det tar (2000, Den tid det tager, 2001)
- Engelsrud, G. (2001) Tiden det tar – kroppen og språket. Vinduet Fulltekst Arkiveret 28. januar 2022 hos  Wayback Machine
- Hauge, K. (2000). “Som om vi hadde noe å skjule" Ei lesing av Hanne Ørstavik: Tiden det tar. Bøygen, (3/4) s.74-75

Boganmeldelse
- Hauglund, C. (2003). “-det var bare ord”: språk, kropp og identitet Hanne Ørstaviks Tiden det tar. (Hovedopgave, Universitetet i Oslo). Oslo: C. Hauglund.
- Hauglund, C. (2005). Språk og kropp i Hanne Ørstaviks Tiden det tar. Edda, (4) s.371-83
- Johannesen, E.H. (2006). Hanne Ørstaviks roman Tiden det tar, lest i lys av Knud Eiler Løgstrups estetikk: med vekt på estetisk medlidenhet. (Masteroppgave, Universitetet i Bergen). Bergen: [E. H Johannesen].
- Kuzmová, L. (2004). Erindring og sansning - realistiske spor i Hanne Ørstaviks roman Tiden det tar. Motskrift, (2) s.45-53 Fulltekst
- Mathiesen, I. S. (2005). Tiden det tar av Hanne Ørstavik i lys av Paul Ricoeurs tanker om tid og fortelling. Nordica Bergensia, (33) s.[113]-126
- Sørensen, L. F. (2007). Å være mor i moderlandet: moderskapsdiskurser i Hanne Ørstaviks Tiden det tar (2000) og Trude Marsteins Plutselig kan noen åpne en dør (2000). (Masteroppgave, Universitetet i Oslo). Oslo: L.F. Sørensen. Fulltekst
- Østmoe, M. (2000). Tiden det tar. Nordnorsk magasin, (7/8) s.37

Boganmeldelse
- Wærp, H. H. (2001). Litt fra bokhøsten 2000. Nordlit, (9) s.153-155 Fulltekst Arkiveret 21. marts 2011 hos  Wayback Machine

Boganmeldelse

### Uke 43 (2002)
- Bale, K. (2004). Er akademikere angste for affekter? Hanne Ørstavik: Uke 43. Passage, (50), s. 41-43
- Bale, K. (2004). Tendenser i nyere norsk litteratur. Nytt norsk tidsskrift, (3/4), s. 444-455
- Bjorvand, A.M. (2003). Hanne Ørstavik: Uke 43. Roman. Aschehoug, 2002. Bøygen, (1), s. 78-79

Boganmeldelse
- Bjørgen, T.G. (2002). De såredes poetikk. Riss, (2), s. 78-79

Boganmeldelse
- Farsethås, A. (2002). Alene mot alt. Vinduet Fulltekst Arkiveret 28. januar 2022 hos  Wayback Machine

Boganmeldelse
- Hamm, C. (2002). Nytt og gammelt i Hanne Ørstaviks Uke 43. Vagant, (3/4), s. 73-80

Boganmeldelse
- Hauer, K (2003). Sandheden sker i læsningen. I: Standart, (4), s. 4-5.

Intervju
- Nilssen, O. (2003). Samtale med Hanne Ørstavik. Vagant, (3/4), s. 47-53
- Paulson, S. J. (2003).’Body and Space: Hanne Ørstavik's Uke 43'. Motskrift, (2), s. 52-60
- Paulson, S. J. (2004). Embodiment of experience : Hanne Ørstavik's Uke 43. Edda (4), s. 330-340
- Syéd, G. F. (2009). Tiden er moden: en nylesing av Hanne Ørstaviks Uke 43. Norsk litteraturvitenskapelig tidsskrift (1), s. 27-47

Engelsk sammendrag
- Varmark, H. (2003). Higer og søger. I: Standart, (4), s. 4-5.

Boganmeldelse

### Presten (2004, Præsten, 2005)
- Høy, I. O (2008). Sannhet og kjønn i maktens hvite rom: en lesning av Hanne Ørstaviks roman Presten. (Hovedopgave, Norges tekniske- naturvitenskaplige universitet). Trondeim: I.O. Høy.
- Kallestad, Å. H. (2008). Rasjonalitet, oppløsning og myte : teodicéens språk i Jobs bok og Presten. Norsk litterær årbok, s. 216-237

Om Jobs bok og romanen Presten
- Kallestad, Å. B. H. (2009). Rasjonalitet, oppløsning og myte : teodicéens språk i Jobs bok og i Presten : essay. Lære og liv. (3), s. 62-73.

Om Jobs bok og romanen Presten
- Kjølstadmyr, I.M. (2004). I tankens lukkede rom. Bokvennen, (4), s. 46

Boganmeldelse
- Mollerin, K. S. (2004) En grunnleggende strid, en grunnleggende søken. Filologen, (3), s. 48-49

Boganmeldelse
- Nergård, M. E. (2005). Om presten som litterær person hos Hanne Ørstavik og Georges Bernanos. Kirke og kultur. (1), s. [109]-117
- Nielsen, I. (2005). 'Tanken som tenker mer enn den tenker, er begjær.' Om sansning og tenkning i Hanne Ørstaviks Presten og Sigbjørn Obstfelders En prests dagbok. Prosopopeia, (3/4), s. 29-34
- Nordhaug, H. (2004).[Anmeldelse] Luthersk kirketidende,(22), s. 596

Boganmeldelse
- Sibinska, M (2006). “Jeg er kommet for å sette skille”. Grensene i Hanne Ørstaviks roman Presten. C.Zilliacus (red.).I: Gränser i nordisk litteratur = Borders in Nordic Lierature: IASS XXVI 2006. (s. 560-567).
- Skårdal, G. (2004). På sviktande grunnfjell: ei livsfilosofisk av Hanne Ørstaviks Presten (2004) i lyst av Ludwig Wittengensteins seine filosofi. (Masteroppgave, Universitetet i Bergen). Bergen: G. Skårdal.
- Solberg, H.(2004). Hanne Ørstavik: Presten. Roman. Oktober, 2004. Bøygen, (3), s. 96-98

Boganmeldelse
- Solberg, P. O (2004). Når livet står på spill. I: Bok og samfunn, (16), s. 12-13.

Intervju
- Wærp, H. H. (2004). Erfaringer i et nordlig landskap. Nordlit, (16), s. 197-200

Boganmeldelse
- Aadland, A. K. (2004). Hanne Ørstavik: Presten. Roman. Oktober, 2004. Prosopopeia, (2), s. 70-71

Boganmeldelse

### Kallet - romanen (2006, Kaldet - romanen, 2009)
- Folkvord, I. (2008). Frakoblet livet? Litterære påkoblingsstrategier i kallet – romanen. I: Hauge, H., & Ørjasæter, K. (Red.), Åpninger : lesninger i Hanne Ørstaviks forfatterskap (s. 167-186). Oslo : Oktober
- Graffdahl, T (2006): Kallet til å ville-: en lesning av Hanne Ørstaviks Kallet romanen. (Masteroppgave, Høgskolen i Hedmark). [Hamar]: T. Graffdahl. Fulltekst Arkiveret 28. januar 2022 hos  Wayback Machine
- Midttun, B. H. (2006). Noe som holder. Vagant, (4), 73-76

Boganmeldelse
- Skjerdingstad, K. I. (2008) Bortvendingens figur – romanene og den usynlige fortellingen. I: Hauge, H., & Ørjasæter, K. (Red.), Åpninger : lesninger i Hanne Ørstaviks forfatterskap (s. 151-165). Oslo : Oktober
- Wærp, H. H. (2006). En av Ørstaviks viktigste romaner. Nordnorsk magasin, (4), s. 35

Boganmeldelse

### 48 rue Defacqz (2009)
- Mathiassen, J. (2009). Skriver for livet. Bok og samfunn, (19), 62-[63]

Om boken: 48 rue Defacqz : roman / Hanne Ørstavik. – Intervju med Hanne Ørstavik
- Milan, N. (2009). Om kunsten og intet. Filologen, (4), s.26-27 Fulltekst Arkiveret 5. marts 2016 hos  Wayback Machine

Boganmeldelse
- Nerli, L.C. (2009). Fragmentarisk uro. Bøygen, (4), 167-169

Boganmeldelse

## Gendigtninger og oversættelser
- Aasland, A. H. (2001). Those were the chronological days, my love. En lesning av Overskuddet – fabrikken, Hanne Ørstaviks gjendiktning av Leslie Kaplans L'excès – l'usine. Bøygen, (1) s. 42-47